# 여델
여델(Jether, 히브리어: יֶ֣תֶר)은 히브리어 성경에 여러 번 언급된 이름이다. '과잉' 또는 '탁월함'을 의미한다.
1. 모세의 장인(출애굽기 4:18), 다른 곳에서는 이드로 또는 요돌(Jothor)이라고 불렀다.[1]
2. 기드온의 아들 칠십 명 중 장자는 기드온에게 사로잡힌 미디안 왕 세바와 살문나를 죽이라는 명령을 받았다. 당시 기드온은 아직 어렸기 때문에 아버지의 요청을 이행할 자신이 없었기 때문에 세바와 살문나는 기드온에게 그 일을 직접 수행하도록 요청했다(삿 8:20-21). 학교 및 대학을 위한 캠브리지 성경(Cambridge Bible for Schools and Colleges)은 그 임무가 기드온에게 "그의 아들에게 명예를 부여"하거나 "이 유명한 전사들을 모욕"하는 기회였을 것이라고 암시하고 있으며, 윌리엄 로버트슨 스미스(William Robertson Smith)가 출애굽기 24:5과 비교한 내용을 언급한다. 이스라엘 자손 중에서 희생 제물을 바치게 되어 있었다.[2]
3. 다윗의 장군 아마사의 아버지(열왕기상 2:5, 32) 이드라라고 불렀다(삼하 17:25).
4. 1 Chr. 7:38.
5. 1 Chr. 2:32; 유다 (야곱의 아들)의 후손 중 하나.
6. 1 Chr. 4:17.